# Ernst Neubach
Ernst Neubach (né le 3 janvier 1900 à Vienne, alors en Autriche-Hongrie, et mort le 21 mai 1968, à Munich, Allemagne) est un scénariste, producteur et réalisateur austro-hongrois puis autrichien. Il a travaillé en France, dans les années 1930-1940, sous le nom d'Ernest Neuville.

## Filmographie

### En tant que scénariste
- 1930 : Königin einer Nacht de Fritz Wendhausen (coécrit avec Harry Kahn)
- 1930 : Wien, du Stadt der Lieder de Richard Oswald
- 1930 : Ein Burschenlied aus Heidelberg de Karl Hartl (coécrit avec Hans Wilhelm)
- 1930 : Die Zärtlichen Verwandten de Richard Oswald (coécrit avec Fritz Friedmann-Frederich (de))
- 1931 : Kasernenzauber de Carl Boese (dialogue)
- 1931 : Der Liebesarzt de Erich Schönfelder
- 1931 : L'Homme qui cherche son assassin[2] (Der Mann, der seinen Mörder sucht) de Robert Siodmak (Pièce)
- 1931 : In Wien hab' ich einmal ein Mädel geliebt de Erich Schönfelder (coécrit avec Richard Rillo)
- 1932 : Johann Strauss, k. u. k. Hofkapellmeister de Conrad Wiene (coécrit avec Stanley Ralph)
- 1932 : Trenck (Trenck - Der Roman einer großen Liebe) d'Ernst Neubach et Heinz Paul (coécrit avec Heinz Paul)
- 1933 : Keinen Tag ohne Dich de Hans Behrendt
- 1933 : Ein Lied geht um die Welt de Richard Oswald
- 1934 : Wenn du jung bist, gehört dir die Welt de Richard Oswald
- 1934 : My Song Goes Round the World de Richard Oswald (Histoire)
- 1935 : The Student's Romance d'Otto Kanturek (écrit l'opéra I Lost My Heart in Heidelberg)
- 1935 : Vorstadtvariete de Werner Hochbaum
- 1936 : Heut' ist der schönste Tag in meinem Leben de Richard Oswald (Histoire)
- 1938 : Gibraltar de Fedor Ozep (sous le nom d'Ernest Neuville)
- 1939 : Pièges de Robert Siodmak (sous le nom d'Ernest Neuville)
- 1940 : Sérénade de Jean Boyer (sous le nom d'Ernest Neuville)
- 1946 : On ne meurt pas comme ça de Jean Boyer (coécrit avec André Tabet)
- 1946 : La Foire aux chimères de Pierre Chenal (coécrit avec Jacques Companéez et Louis Ducreux)
- 1947 : Des filles disparaissent (Lured) de Douglas Sirk (sous le nom d'Ernest Neuville)
- 1947 : Les Requins de Gibraltar de Emil-Edwin Reinert (coécrit avec Norbert Carbonnaux et Jacques Companéez)
- 1947 : Une nuit à Tabarin de Karel Lamač (Roman coécrit avec Herbert Victor)
- 1949 : Le Signal rouge d'Ernst Neubach (coécrit avec André Cerf et Herbert Victor)
- 1949 : On demande un assassin d'Ernst Neubach (Histoire coécrite avec André Tabet)
- 1951 : Les Mémoires de la vache Yolande d'Ernst Neubach (coécrit avec Emil-Edwin Reinert)
- 1952 : J'ai perdu mon cœur à Heidelberg (Ich hab' mein Herz in Heidelberg verloren) d'Ernst Neubach (coécrit avec Gustav Kampendonk)
- 1952 : Man lebt nur einmal d'Ernst Neubach (Pièce et scénario)
- 1953 : Briefträger Müller de John Reinhardt et Heinz Rühmann (Histoire)
- 1953 : Tourbillon d'Alfred Rode
- 1954 : Meine Schwester und ich de Paul Martin (coécrit avec Jacques Companéez et Joseph Than)
- 1954 : Die Große Starparade de Paul Martin (coécrit avec Franz Tanzler)
- 1955 : Ich weiß, wofür ich lebe de Paul Verhoeven (Roman et scénario)
- 1955 : Die Wirtin an der Lahn de J.A. Hübler-Kahla
- 1956 : La Fée du Bodensee (Die Fischerin vom Bodensee) d'Harald Reinl (Histoire)
- 1957 : Der Kaiser und das Wäschermädel d'Ernst Neubach (Roman)
- 1957 : Tante Wanda aus Uganda de Géza von Cziffra
- 1957 : Die Prinzessin von St. Wolfgang d'Harald Reinl (Histoire)
- 1958 : Ein Lied geht um die Welt de Géza von Cziffra
- 1959 : Lass mich am Sonntag nicht allein d'Arthur Maria Rabenalt (coécrit avec Adolf Schütz)
- 1960 : Die Rote Hand de Kurt Meisel
- 1966 : Sperrbezirk de Will Tremper (Roman)
- 1981 : Alles im Eimer de Ralf Gregan (Histoire)

### En tant que producteur
Ernst Neubach dirigeait une société de production nommé Productions Ernest Neubach.
- 1935 : Vorstadtvariete de Werner Hochbaum (producteur)
- 1935 : Ein Walzer um den Stephansturm de J.A. Hübler-Kahla (producteur)
- 1936 : Schatten der Vergangenheit de Werner Hochbaum (producteur délégué)
- 1946 : On ne meurt pas comme ça de Jean Boyer (producteur)
- 1956 : La Fée du Bodensee (Die Fischerin vom Bodensee) d'Harald Reinl (producteur)
- 1957 : Maria fille de la forêt[2] (Wetterleuchten um Maria) de Luis Trenker (producteur)
- 1957 : Tante Wanda aus Uganda de Géza von Cziffra (producteur)
- 1958 : Ein Lied geht um die Welt de Géza von Bolváry (producteur)
- 1959 : Lass mich am Sonntag nicht allein de Arthur Maria Rabenalt (producteur)
- 1960 : Die Rote Hand de Kurt Meisel (producteur)
- 1964 : Sept contre la mort (Sette contro la morte) de Edgar George Ulmer (producteur délégué)
- 1964 : La Môme aux dollars de Richard E. Cunha, Gustav Gavrin, Ray Nazarro et Albert Zugsmith (producteur)
- 1966 : Sperrbezirk de Will Tremper (producteur)

### En tant que réalisateur
- 1932 : Trenck (Trenck - Der Roman einer großen Liebe) (coréalisé avec Heinz Paul)
- 1949 : Le Signal rouge
- 1949 : On demande un assassin
- 1951 : Les Mémoires de la vache Yolande
- 1952 : J'ai perdu mon cœur à Heidelberg (Ich hab' mein Herz in Heidelberg verloren)
- 1952 : Man lebt nur einmal
- 1957 : Der Kaiser und das Wäschermädel

### Autres métiers
- 1930 : Valse d'amour (Liebeswalzer) de Wilhelm Thiele (compositeur)
- 1930 : Wien, du Stadt der Lieder de Richard Oswald (compositeur)
- 1966 : Sperrbezirk de Will Tremper : Napoléon (acteur)